# Amherst (Virgínia)
Amherst és una població dels Estats Units a l'estat de Virgínia. Segons el cens del 2000 tenia 2.251 habitants.

## Demografia
Segons el cens del 2000, Amherst tenia 2.251 habitants, 940 habitatges, i 568 famílies. La densitat de població era de 174,2 habitants per km².
Dels 940 habitatges en un 28,2% hi vivien nens de menys de 18 anys, en un 43,4% hi vivien parelles casades, en un 14,6% dones solteres, i en un 39,5% no eren unitats familiars. En el 37% dels habitatges hi vivien persones soles el 19,7% de les quals corresponia a persones de 65 anys o més que vivien soles. El nombre mitjà de persones vivint en cada habitatge era de 2,18 i el nombre mitjà de persones que vivien en cada família era de 2,84.
Per edats la població es repartia de la següent manera: un 21,6% tenia menys de 18 anys, un 6,1% entre 18 i 24, un 24,4% entre 25 i 44, un 23,5% de 45 a 60 i un 24,3% 65 anys o més.
L'edat mediana era de 43 anys. Per cada 100 dones de 18 o més anys hi havia 77,3 homes.
La renda mediana per habitatge era de 33.000 $ i la renda mediana per família de 44.181 $. Els homes tenien una renda mediana de 35.714 $ mentre que les dones 20.321 $. La renda per capita de la població era de 18.457 $. Entorn del 13,3% de les famílies i el 18% de la població estaven per davall del llindar de pobresa.

## Poblacions més properes
El següent diagrama mostra les poblacions més properes.